# 856 Backlunda
856 Backlunda este o planetă minoră din centura principală, ce orbitează Soarele.